# 甲斐彩加
甲斐 彩加（かい あやか、1993年8月24日 - ）は、文化放送のアナウンサー。宮崎県延岡市出身。

## 来歴
宮崎県立延岡高等学校、福岡教育大学教育学部美術専攻（金属工芸）を卒業した。高校時代は生徒会長を務めた。大学受験の時は受験1か月前から高校を休学して福岡に下宿し、受験のための「画塾」に通っていた。元々は教員を目指していたが、宮崎訛りが激しかったことで、本人曰くその時は「人前で話すのが嫌になった」とのこと。その後、友人に誘われて福岡のアナウンススクールに行った時、そこで他のスクール生の話し方が格好良かったことで感化され、放送業界を目指すようになったという。
卒業後、宮崎県内のケーブルテレビ局に入社した。2018年に退社後、同年3月から2019年10月まではTBSプロネックスに所属し、TBSラジオではTBSラジオキャスター兼ADとして活動した。『TBSラジオ エア・ナビゲーション』、『TOMAS presents High School a Go Go!!』、『荒川強啓 デイ・キャッチ!』、『毒蝮三太夫のミュージックプレゼント』、『爆笑問題カーボーイ』を担当した。同月、南海放送にアナウンサーとして入社した。2023年1月退社し、同年4月より文化放送にアナウンサーとして入社した。2024年3月16日、生放送中の文化放送「てるのりのワルノリ」の中で、前日の15日に結婚したことを公表した。

## 人物
- 趣味：西野カナのライブ参戦[4]、映画鑑賞、音楽鑑賞[1]。
- 特技：高校時代、オーケストラでフルート担当だった[3]ことで、フルートが演奏できる[1]としていたが、今ではうまく吹けないという[3]。なお、中学生時代は吹奏楽部で活動し、3歳の時からピアノを習っていたが、ピアノも今では弾けないとのこと[3]。更に自ら、歌は音痴で、唯一の特技は「どこでもすぐに眠れること」と話している[3]。また、2020年からはウクレレの練習を始めた[10]。
- 家族：3姉妹である[3]。

## エピソード

### 西野カナについて
- 南海放送ラジオ（F-nam）『アナだらけ』（2022年10月28日放送分）は「今更西野カナ推し計画」特集として、西野について語る機会が実現する[11]。愛媛県の放送局に来たのも、それまで東京の放送局で働いていたが西野が活動休止を発表して、東京にいる必要がなくなり、活動休止期間中は東京でなくていいと思ったから。「西野カナの活動に合わせて、自分の行動を変え続けてきた人」と番組に共演した藤田勇次郎に紹介されている。19時15分過ぎからは、松山のコンサート会場に参戦したことがある松友杏樹も番組に加わった[12]。TBSラジオで働いていた時に西野の特集をしたいと企画書を提出したが却下されたという。
- 西野カナのことは高校で好きになる。大学受験をする時に西野が通う大学に行きたいと思い、大学名を公表していなかったが愛知県の女子大学ということは分かっていたので3校のうちの1校を受験したが、西野が通う大学とは違っていたので進学はしなかった。
- 福岡教育大学の美術科に在籍したが、金属工芸といっても西野のことしか頭になく何を作っていいか分からなかった。教授から「金属工芸なんだからちゃんと工芸っぽいものを作りなさい」と言われたが、「西野カナ」で造りたい気持ちは変わらず、教授からも理解を得て製作も卒業論文も「西野カナ」を軸にした[3]。
- 小学3年生から教員を目指していたが、教員になっても西野カナに会えないことに気付き、会うならテレビ局に就職するしかないということで東京のテレビ局に絞ってテレビ局で働ける仕事、アナウンサーを目指した[3]。
- 2019年2月横浜アリーナでのラスト公演のチケットはファンクラブに入っていたが落選した。その後一般発売の前に活動休止の発表があったため、倍率が高く購入が難しくなると考える。会社の先輩に相談すると「チケットぴあの店頭で1番に並べばきっと購入できるよ」と言われて、その日の夜に並ぶことを決める。夕方5時半頃に仕事を終え、横浜の店に行くと既に2人並んでいたので、銀座に向かうが誰もおらず1番に並び、夜7時から朝10時まで震えながら野宿をした。1月の寒い日だったが、並ぶと思っていなかったので軽装で出勤していたと振り返っている。朝の店が開くまで誰1人来ることはなく、ひたすら1人で待った。
- 2024年6月に突如の活動再開を発表した。同年11月13・14日に行われた休止前と同じ会場での復活公演では念願のチケットを入手し初日（13日）のみに参戦したと、自身のXやインスタグラムにおいて挙げている。
- 妹が西野の曲を聴いていたが、『遠くても』を聴いてからハマっていった。

### その他
- 『毒蝮三太夫のミュージックプレゼント』を担当していた頃から毒蝮三太夫には気をかけられており、毒蝮が2023年7月に『大竹まこと ゴールデンラジオ!』にゲスト出演した時にあいさつへ行った際、毒蝮がそのスタジオに居るスタッフらに向けて「文化放送の皆さん、これから甲斐をよろしくな」と言っていったという[3]。
- 2025年4月30日放送の『くにまる食堂』によると2022年に文化放送アナウンサーの試験を受けて2023年に採用されたが、先輩である坂口愛美が採用された年の文化放送アナウンサー採用試験に応募していたが先に南海放送での採用が決まったために途中で辞退したことを話した、この日番組を一緒にしたのは当時採用担当であった太田英明（文化放送アナウンサー）である[13]。

## 出演番組

### TBSラジオ時代
- TBSラジオ エア・ナビゲーション
- TOMAS presents High School a Go Go!!
- 荒川強啓 デイ・キャッチ!
- 毒蝮三太夫のミュージックプレゼント

### 南海放送時代

#### テレビ番組
- Beans[6]
- 大好き！まつやま～駆けのぼろう白い雲～[6]
- キラリ☆夜なカフェ[6]
- なんかいNEWS・なんかいNEWSファイナル
- NNNストレイトニュース（愛媛ローカルパート）

#### ラジオ番組
- 歌のない歌謡曲
- 愛媛新聞ニュース

### 文化放送時代
- マーケティング進化論
- てるのりのワルノリ
- レコメン! 火曜22時台、23時台
- A&G TRACKS（2023年4月2日 - 2024年3月31日）
- ますだおかだ岡田圭右とアンタッチャブル柴田英嗣のおかしば（2023年10月8日 - ）
- A&G TRACKS PREMIUM（2024年2月9日）
- レコメン!A（2024年4月5日 - ）
- 鎌田俊哉の!えモンカケ（2024年4月6日 - ）
- くにまる食堂（2025年4月2日 - ） - 水曜・木曜に出演する。9時台は出前中継を担当し、11・12時台はパートナーを務める。